# Agne

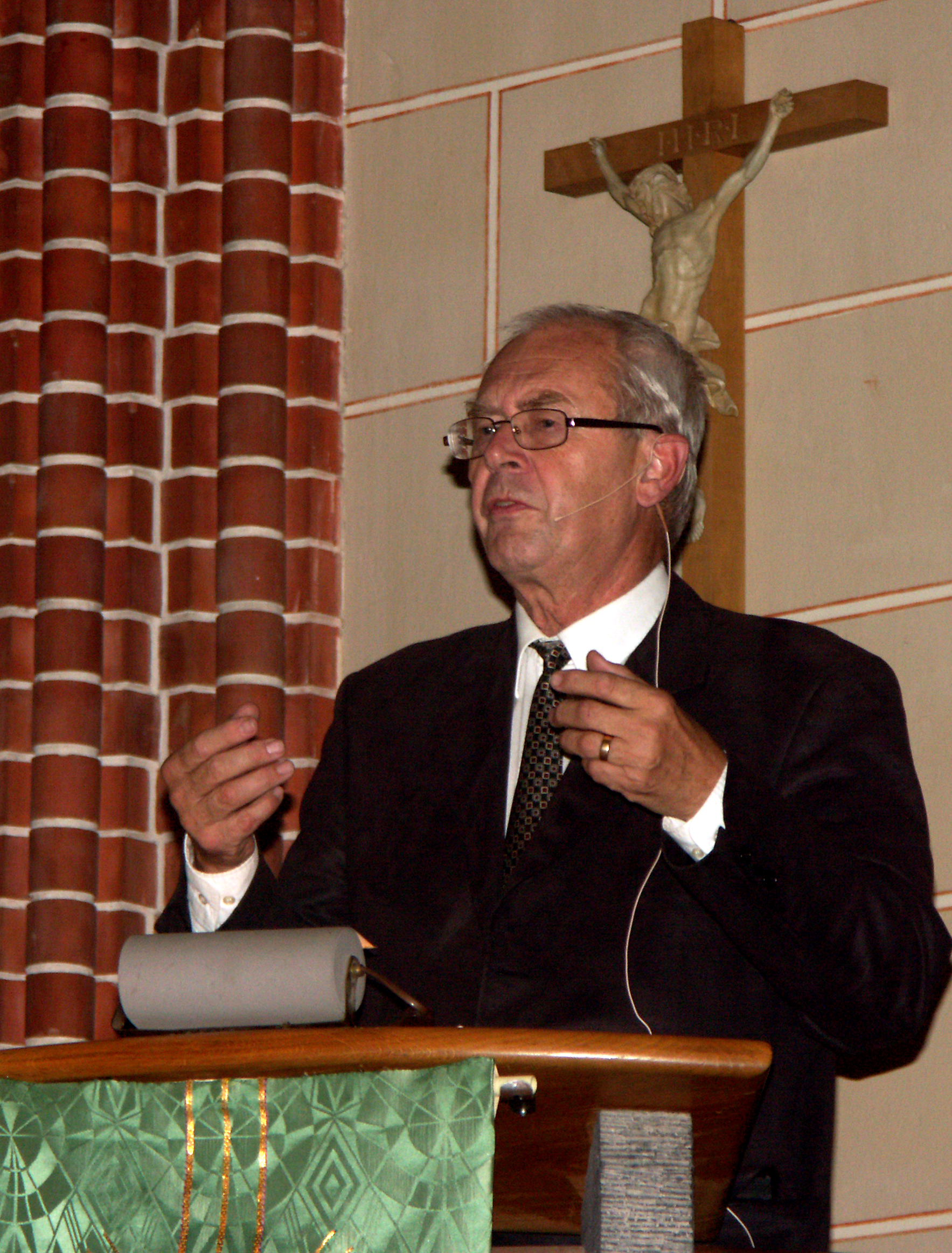
Agne Nordlander, 2006.

Agne är ett fornnordiskt mansnamn som är sammansatt av orden ágr (egg, spets) eller möjligen agi (oro, fruktan) och ny (ny, ung). Agino är det motsvarande forntyska namnet.
Namnet användes redan på 1000-talet och levde kvar i Uppland på 1500-talet. Under 1800-talet blev namnet populärt igen i och med göticismen. Även på 1930- och 1940-talen fick namnet ett visst uppsving.
Den 31 december 2017 fanns det totalt 4 024 män folkbokförda i Sverige med namnet Agne, varav 1 132 bar det som tilltalsnamn. Det fanns även 73 kvinnor folkbokförda i Sverige med namnet Agne, varav 71 bar det som tilltalsnamn.
Namnsdag i Sverige: 13 februari, delas med Ove.
Namnsdag i Finland (finlandssvenska namnlängden): saknas

## Personer med namnet Agne
- Agne Beijer, professor i teatervetenskap
- Agne Bergvall, svensk friidrottstränare
- Agne Hamrin, svensk författare och journalist
- Agne Hansson, svensk politiker (c)
- Agne Holmström, svensk friidrottare
- Agne Jälevik, svensk sportjournalist
- Agne Nordlander, svensk teolog
- Agne Simonsson, svensk fotbollsspelare och -tränare, bragdmedaljör

## Fiktiva
- Agne Skjalfarbonde, svensk sagokung